# Skorupik jabłoniowy
Skorupik jabłoniowy (Lepidosaphes ulmi) – pluskwiak równoskrzydły z nadrodziny czerwców i rodziny tarcznikowatych (Diaspididae).
Szkodnik żerujący na drzewach i krzewach liściastych, m.in. jabłoniach, gruszach, wiśniach i śliwach. Zarówno larwy jak i osobniki dorosłe odżywiają się sokami roślin, na których bytują; wysysają je z pędów, w czasie żerowania wprowadzając do tkanek toksyczną substancję niszczącą komórki żywiciela. Pełny rozwój larw (dwa stadia) trwa około siedmiu tygodni.
Występuje we wszystkich regionach gdzie rosną jabłonie; ważny szkodnik uprawy jabłek w Ameryce Północnej, Europie, Austalazji, na Bliskim Wschodzie może atakować uprawy winogron.